# Veteål
Veteål (Anguina tritici) är en rundmask som lägger sina ägg i kärnorna på växande vete. Kärnorna drar sig då samman,  blir svartbruna och därmed odugliga till malning av vetemjöl.  Namnet veteål förekommer dialektalt i Svealand.
Enligt Catalogue of Life ingår Anguina tritici i släktet Anguina och familjen Tylenchidae, men enligt Dyntaxa är tillhörigheten istället släktet Anguina och familjen Anguinidae. Arten är reproducerande i Sverige. Inga underarter finns listade i Catalogue of Life.
Sådant sjukt vete kallas brandkorn.
Veteål kan tillsammans med andra nematoder finnas överallt i åkerjord.
Arten listades ursprungligen i ett släkte med det vetenskapliga namnet Vibrio men namnet användes även för ett släkte bakterier som fick företräde vid en revision.

## Etymologi
Etymologi för de vetenskapliga namnen:
Vibrio kommer av nylatin vibrare, som betyder att skaka, darra, vibrera och syftar på sättet veteål förflyttar sig. Io är ett suffix, som anger substantiv. Stavningsvarianten vibria förekommer någon gång.
Tritici syftar på vetets släktnamn Triticum.